# Romain Dumas
Romain Dumas, född den 14 december 1977 i Alès, är en fransk racerförare.

## Racingkarriär
Dumas började tävla i de inhemska franska racingserierna. Efter att ha blivit sexa i franska F3-mästerskapet 2000 började han satsa på sportvagnsracing. 
Dumas blev femma i FIA GT:s GT2-klass 2002. Sedan flyttade han till USA och började köra i ALMS i GT och sedan i LMP2 för Penske. Han var med och vann LMP2 2007, och ledde inför de två sista ronderna klassen även 2008 tillsammans med Timo Bernhard. 
Dumas kör, förutom i Penskes nya stall i Rolex Sports Car Series, även för Audi i Le Mans 24-timmars 2009.